# آلان جرينسبان

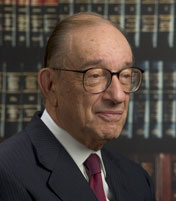
آلان جرينسبان

آلان غرينسبان (بالإنجليزية: Alan Greenspan) (من مواليد في 6 مارس 1926) اقتصادي أمريكي عمل في منصب رئيس مجلس المحافظين للنظام الاحتياطي الفدرالي في الولايات المتحدة في الفترة من 1987 إلى 2006. يعمل حاليًا كمستشار خاص، ويقدم استشارات للشركات من خلال شركته غرينسبان أسوشيتس إل إل سي «شركة غرينسبان وشركاه ذات المسؤولية المحدودة». عينه الرئيس رونالد ريغان أول رئيس لبنك الاحتياطي الفيدرالي في أغسطس 1987، وأُعيد تعيينه كل أربع سنوات متتالية حتى تقاعد في 31 يناير 2006، بعد أن قضى ثاني أطول فترة ولاية للمنصب (بعد ويليام مارتن).
شغل غرينسبان مهنة استشارية قبل مجيئه إلى مجلس الاحتياطي الفيدرالي. وعلى الرغم من أنه كان مُقلًا في ظهوره العلني، إلا أن التغطية الإعلامية الإيجابية رفعت مكانته لدرجة أن العديد من المراقبين شبهوه «بنجوم الروك». انتقد زعماء الكونغرس الديمقراطيون إياه لتسييس مكتبه بسبب دعمه لخصخصة الضمان الاجتماعي وخفض الضرائب، والتي رأوا أنها ستزيد من العجز.
اقترح البعض أن سياسات المال السهل التي انتهجها بنك الاحتياطي الفيدرالي أثناء ولاية غرينسبان كانت السبب الرئيسي لفقاعة الإنترنت، وأزمة الرهن العقاري (التي حدثت في غضون عام واحد من تركه لبنك الاحتياطي الفيدرالي)، والتي «لطخت سمعته» طبقًا لما ذكرته صحيفة وول ستريت جورنال. يقول روبرت شيلر الاقتصادي في جامعة ييل إنه: «بمجرد هبوط الأسهم، أصبحت العقارات المنفذ الرئيسي للمضاربة المسعورة التي أطلقتها سوق الأسهم». يقول غرينسبان إن فقاعة الإسكان لم تكن ناتجة عن أسعار الفائدة المنخفضة، إنما هي ظاهرة عالمية ناجمة عن الانخفاض الحاد في أسعار الفائدة طويلة الأجل.

## النشأة والتعليم
وُلد غرينسبان في منطقة واشنطن هايتس في مدينة نيويورك. والده «هربرت غرينسبان» من أصل يهودي روماني، ووالدته «روز غولدسميث» من أصل يهودي مجري، وكانا مطلقين. نشأ آلان مع أمه في منزل أجداده لأمه الذين وُلدوا في روسيا. عمل والده سمسارًا بالبورصة ومحللًا للسوق في مدينة نيويورك.
التحق غرينسبان بمدرسة جورج واشنطن الثانوية من عام 1940 حتى تخرجه في يونيو 1943، وكان أحد زملائه هو جون جورج كيميني. كان يعزف الكلارينيت والساكسفون مع ستان جيتز. كما درس الكلارينيت في مدرسة جوليارد من عام 1943 إلى عام 1944. كان من بين رفاقه في فرقة ودي هيرمان المستشار الخاص لريتشارد نيكسون ليونارد غارمنت. درس غرينسبان بكلية شتيرن للأعمال بجامعة نيويورك في عام 1945، وحصل هناك على درجة البكالوريوس في الاقتصاد عام 1948 بتفوق، ودرجة ماجستير الآداب في علم الإقتصاد في عام 1950. تابع الدراسات الاقتصادية المتقدمة بجامعة كولومبيا تحت إشراف آرثر إف. بورنس، غير أنه تركها فيما بعد.
حصل غرينسبان على درجة الدكتوراه في الاقتصاد في عام 1977 من جامعة نيويورك. ولم تعد رسالته متاحة في الجامعة منذ عام 1987 عندما أصبح رئيسًا لمجلس الاحتياطي الفيدرالي، إذ أُزيلت بناءً على طلبه. ولكن في أبريل 2008 حصلت صحيفة بارون على نسخة منها، ويُلاحظ أنها تتضمن «مناقشة حول ارتفاع أسعار المساكن وأثرها على الإنفاق الاستهلاكي، بل إنها تتوقع انفجار فقاعة الإسكان».

## الحياة المهنية

### ما قبل الاحتياطي الفدرالي
عمل غرينسبان خلال دراساته الاقتصادية في جامعة نيويورك تحت إشراف يوجين بانكس -الرئيس التنفيذي لبنك براون برازرز هاريمان الاستثماري في وول ستريت- في قسم الأبحاث الخاصة بأسهم الشركات. عمل غرينسبان كمحلل في المجلس الوطني للمؤتمرات الصناعية (المعروف حاليًا باسم مجلس المؤتمرات) من عام 1948 إلى عام 1953، وهو مجمع تفكير ذو توجه تجاري صناعي في مدينة نيويورك. في الفترة من عام 1955 إلى عام 1987، عندما عُين رئيسًا لمجلس الاحتياطي الفيدرالي، كان غرينسبان رئيسًا ومديرًا لشركة تاونسند-غرينسبان وشركائه، وهي شركة استشارية في مجال الاقتصاد في مدينة نيويورك، لم ينقطع عن رئاسته للشركة في فترة الإثنين والثلاثون عامًا هذه إلا من عام 1974 إلى عام 1977 فقط بسبب عمله كرئيس لمجلس المستشارين الاقتصاديين تحت قيادة الرئيس جيرالد فورد.

### رئيس مجلس الاحتياطي الفدرالي
في الثاني من يونيو 1987، رشح الرئيس رونالد ريغان غرينسبان رئيسًا لمجلس محافظي بنك الاحتياطي الفيدرالي، خلافةً لبول فولكر، وصدق عليه مجلس الشيوخ الأمريكي في الحادي عشر من أغسطس 1987. قال المستثمر والمؤلف والمعلق جيم روجرز إن غرينسبان مارس ضغوطًا لينال هذا المنصب.
بعد شهرين من تعيينه، قال غرينسبان بعد الاثنين الأسود في عام 1987 إن بنك الاحتياطي الفيدرالي «أكد اليوم استعداده للعمل كمصدر سيولة لدعم النظام الاقتصادي والمالي». حمّل جورج بوش الأب سياسات بنك الاحتياطي الفيدرالي مسؤولية عدم الفوز بفترة ولاية ثانية. أعاد الرئيس الديمقراطي بيل كلينتون تعيين غرينسبان، وتشاور معه بشأن المسائل الاقتصادية. قدم غرينسبان الدعم لبرنامج كلينتون لخفض العجز في عام 1993. كان غرينسبان نقديًا في الأساس في توجهه الاقتصادي، وكانت قراراته في مجال السياسة النقدية تتبع إلى حد كبير قانون سعر الفائدة (قواعد تايلور المعيارية) (انظر تايلور 1993 و1999). لعب غرينسبان أيضًا دورًا رئيسيًا في تنظيم عملية إنقاذ الولايات المتحدة للمكسيك أثناء أزمة البيزو المكسيكي أثناء الفترة 1994-1995.
في عام 2000 رفع غرينسبان أسعار الفائدة عدة مرات، ويعتقد كثيرون أن هذه التصرفات كانت سببًا في انفجار فقاعة الإنترنت. ولكن طبقًا لبول كروغمان الحائز على جائزة نوبل في العلوم الاقتصادية فإن غرينسبان «لم يرفع أسعار الفائدة للحد من حركة السوق، ولم يسع حتى إلى فرض متطلبات هامشية على المستثمرين في سوق الأوراق المالية. بدلًا من ذلك، انتظر حتى انفجرت الفقاعة، كما حدث في عام 2000 ثم حاول تنظيف الفوضى بعدها». يتفق كانتربيري مع كروغمان في رأيه.
في يناير 2001، أعلن غرينسبان -دعمًا لاقتراح الرئيس بوش بتخفيض الضرائب- أن الفائض الفيدرالي من الممكن أن يستوعب تخفيضًا ضريبيًا كبيرًا أثناء سداد الدين الوطني.
في خريف عام 2001 -وكرد فعل حاسم إزاء أحداث 11 سبتمبر 2001 وفضائح الشركات المختلفة التي قوضت الاقتصاد- بادر بنك الاحتياطي الفيدرالي تحت قيادة غرينسبان إلى تنفيذ سلسلة من التخفيضات في أسعار الفائدة، والتي أدت إلى انخفاض أسعار الفائدة على الأموال الفيدرالية إلى 1% في عام 2004. وقال أثناء تقديمه لتقرير السياسة النقدية الصادر عن بنك الاحتياطي الفدرالي في يوليو 2002 «ليس الأمر أن البشر أصبحوا أكثر جشعًا مما كانوا عليه من الأجيال الماضية، فسبل التعبير عن الجشع نمت بشكل هائل»، وأشار إلى أن الأسواق المالية تحتاج إلى المزيد من التنظيم. أرجع منتقدوه -بقيادة ستيف فوربس- الارتفاع السريع في أسعار السلع الأساسية والذهب إلى سياسة غرينسبان النقدية المتساهلة، التي يعتقد فوربس أنها تسببت في تضخم مفرط في الأصول وضعف في قيمة الدولار. وبحلول أواخر عام 2004، كان سعر الذهب أعلى من المتوسط المتحرك على مدار اثنى عشر عامًا.
نصح غرينسبان كبار أعضاء إدارة جورج دبليو بوش بإقالة صدام حسين من أجل أسواق النفط. وأعرب عن اعتقاده بأنه حتى الإخلال المعتدل بتدفق النفط يمكن أن يُترجم إلى ارتفاع في أسعار النفط، ما قد يؤدي إلى «فوضى» في الاقتصاد العالمي وجعل العالم الصناعي «يركع». وأعرب عن خشيته من أن يتمكن صدام من السيطرة على مضيق هرمز وتقييده لنقل النفط عبره. قال في مقابلة عام 2007 «الناس لا يدركون في هذا البلد -على سبيل المثال- مدى هشاشة علاقاتنا بالطاقة الدولية. أي أننا على أساس يومي بحاجة إلى تدفق مستمر للطاقة. وإذا انقطع هذا التدفق، فإنه يؤدي إلى تأثيرات كارثية في العالم الصناعي. وهذا ما جعل ابعاد [صدام] أكثر أهمية بكثير من القبض على بن لادن».